# Lamitz (Saale)

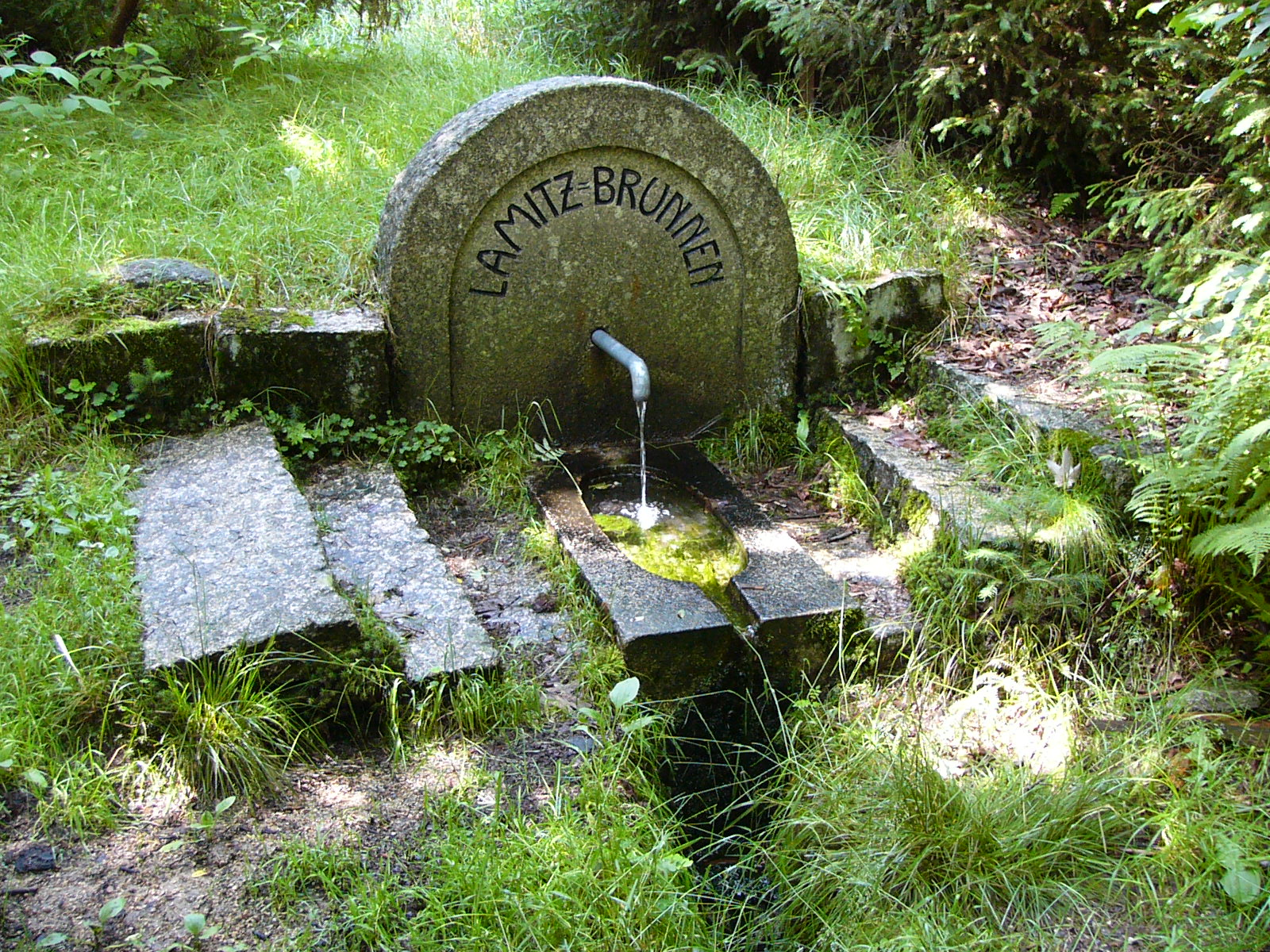
Quellfassung der Lamitz

Die Lamitz ist ein Bach im Fichtelgebirge in den Landkreisen Wunsiedel und Hof, der nach einem über 22 km langen Lauf insgesamt ungefähr nach Norden bei Fattigau, einem Ortsteil von Oberkotzau, von rechts der „Sächsischen“ Saale zufließt.

## Name
Der Name kommt vom slawischen *Lamъnica mit dem Bestimmungswort *lamъ 'Bruch, Einbruch ins Gelände'.

## Geografie

### Quelle
Der Ursprung liegt am Osthang des Bergkopfes im Fichtelgebirge im südlichen Hallersteiner Forst in einer Höhe von 793 m ü. NHN, etwa 4 km westlich der Stadtmitte von Kirchenlamitz im Landkreis Wunsiedel. Der Ortsverein Kirchenlamitz des Fichtelgebirgsvereins brachte hier am 24. November 1929 eine Quellfassung in Granit mit der Inschrift „LAMITZ-BRUNNEN“ an. Der Quellbereich ist ein geschütztes Naturdenkmal.

### Verlauf
Der Bach läuft anfangs durch den Wald nordwärts, dann auf Ostkurs nördlich am 792 m ü. NHN hohen Epprechtstein vorbei zur Stadt Kirchenlamitz, die er durchquert. Unterhalb zieht er zum Ort Niederlamitz hin schon etwas in nördlichere Richtung, danach fließt er durch die Einsattelung zwischen Kleinem Kornberg (links, bis 678 m ü. NHN) und Großem Kornberg (rechts, 793 m ü. NHN), passiert im wieder waldreichen Tal die Schnepfenmühle und Neuenhammer. Dann wechselt er nordwärts ins Stadtgebiet von Schwarzenbach an der Saale im Nachbarlandkreis Hof über, passiert in wieder fast freier Flur dessen Kirchdorf Martinlamitz, berührt weiter abwärts auch den Siedlungsbereich der Stadt selbst. Nach dem Naturfreundehaus Lamitzgrund wendet er sich durch eine Waldenge westwärts, dort ist er eine Zeitlang Grenzbach zum Markt Oberkotzau, in dessen Gebiet er für seine reichlich 300 letzten Laufmeter eintritt. Schließlich mündet die Lamitz gegenüber dem Südteil des Dorfes Fattigau von rechts und Osten in die Sächsische Saale.
Die Lamitz verliert auf ihrem 22,5 km langen Lauf etwa 305 Höhenmeter und hat damit ein mittleres Sohlgefälle von etwas unter 14 ‰.
Die Bahnstrecke Weiden–Oberkotzau verläuft ab Niederlamitz im Tal oder am Hang, sie wechselt kurz vor Neuenhammer über eine 48 m hohe Brücke von der rechten auf die linke Talseite.

### Einzugsgebiet
Es umfasst etwa 69 km² des Fichtelgebirges und ist gut zur Hälfte bewaldet. Die nordöstliche Wasserscheide trennt vom Einzugsgebiet der Schwesnitz, des nächsten größeren Zuflusses der Sächsische Saale. Jenseits des südöstlichen und südlichen liegt dasjenige der Eger, hinter der westlichen läuft die Sächsische Saale oberhalb der Zumündung der Lamitz.
Der höchste Punkt liegt in der Nähe der Lamitzquelle an der Südwestspitze des Einzugsgebietes auf dem nur wenige Meter niedrigeren nordöstlichen Nebengipfel des 857 m ü. NHN hohen Bergkopfes, der zweithöchste auf dem im Zuge der südöstlichen Wasserscheide liegenden Gipfel des Großen Kornbergs (827 m ü. NHN).

### Zuflüsse
Vom Ursprung zur Mündung. Auswahl.
- Sandlohbach, von links und Westen auf etwa 563 m ü. NHN[BA 2] in Niederlamitz, 4,2 km[GV 1] und 6,6 km².[GV 2]
- Forellenbach, von rechts und Osten auf 531 m ü. NHN[BA 1] oberhalb von Neuenhammer
- Schwarzbach, von rechts und Osten auf etwa 526 m ü. NHN[BA 2] unterhalb von Neuenhammer
- Schiedabach, von links und Südwesten auf etwa 514 m ü. NHN[BA 2] vor Martinlamitz
- Steinbach, von rechts und Osten in einen gleich danach auf 509 m ü. NHN[BA 1] rücklaufenden Mühlkanal durch Martinlamitz, 7,3 km[GV 1] und 14,0 km².[GV 2]

## Name
Der Bachname ist slawischen Ursprungs. Es liegen unterschiedliche Namensdeutungen vor: Schafweidenbach, Bruchbach. Der Gewässername übertrug sich auf verschiedene Orte: Kirchenlamitz, Niederlamitz, Niederlamitzerhammer, Martinlamitz, Lamitzmühle.

## Wirtschaftliche Nutzung
Die Wasserkraft der Lamitz wurde für die Mühlen und Hammerwerke Hasenmühle, Fuchsmühle, Obere Mühle und Untere Mühle in Kirchenlamitz, Dötschenmühle, Mittelmühle, Oberer Hammer und Unterer Hammer, Niederlamitzerhammer, Schnepfenmühle, Neuenhammer, Lamitzmühle genutzt. Im Bachbett der Lamitz befanden sich 1824 etwa 9000 Perlmuscheln. 1914 wurde sie durch die königliche Regierung von Oberfranken als Perlenbach geschützt. Bei der Schnepfenmühle wird Lamitzwasser für den Förmitzspeicher abgeleitet.

### BayernAtlas („BA“)
Amtliche Online-Gewässerkarte mit passendem Ausschnitt und den hier benutzten Layern: Lauf und Einzugsgebiet der Lamitz

Allgemeiner Einstieg ohne Voreinstellungen und Layer: BayernAtlas der Bayerischen Staatsregierung (Hinweise)
1. 1 2 3  Höhe nach blauer Beschriftung auf dem Hintergrundlayer Amtliche Karte.
2. 1 2 3 4  Höhe abgefragt auf dem Hintergrundlayer Amtliche Karte (Rechtsklick).

### Gewässerverzeichnis Bayern („GV“)
1. 1 2 3  Länge nach: Gesamttabelle des Gewässerverzeichnisses Bayern des Bayerischen Landesamtes für Umwelt (XLS, 10,3 MB)
2. 1 2 3  Einzugsgebiet nach: Gesamttabelle des Gewässerverzeichnisses Bayern des Bayerischen Landesamtes für Umwelt (XLS, 10,3 MB)

### Sonstige
1. ↑  Stammdaten und Statistik zum Pegel Fahrenbühl, abgefragt am 28. November 2018 auf: Hochwassernachrichtendienst des Bayerischen Landesamtes für Umwelt (Hinweise)
2. ↑  Albrecht Greule: Deutsches Gewässernamenbuch. Walter de Gruyter, Berlin / Boston 2014, ISBN 978-3-11-057891-1, S. 296, „Lamnitz“ (Auszug in der Google-Buchsuche).